# Dorfkirche Göhlen

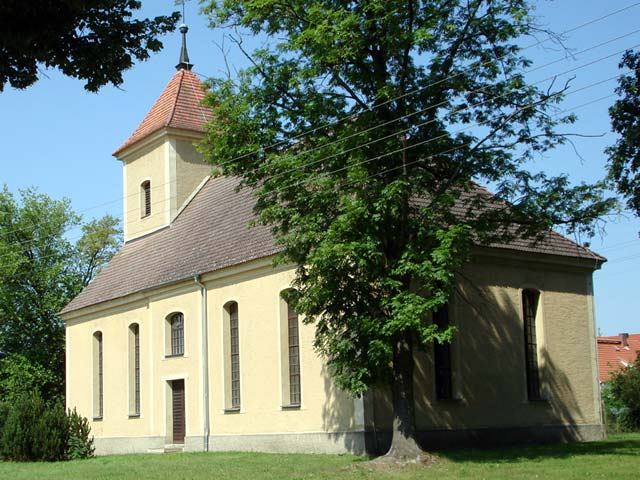
Dorfkirche Göhlen

Die evangelische, denkmalgeschützte Dorfkirche Göhlen steht in Göhlen, einem Ortsteil der Gemeinde Neuzelle im Landkreis Oder-Spree in Brandenburg. Sie gehört zur Kirchengemeinde Neuzelle im Kirchenkreis Oderland-Spree der Evangelischen Kirche Berlin-Brandenburg-schlesische Oberlausitz.

## Beschreibung
Die klassizistische Saalkirche aus verputzten Feldsteinen wurde 1823–25 erbaut. Aus ihrem Satteldach ihres Langhauses, das im Osten abgewalmt ist, erhebt sich im Westen ein quadratischer Dachturm, der mit einem Pyramidendach bedeckt ist. Das Portal befindet sich in einem schwach ausgeprägten Risalit an der Südwand des Langhauses. 
Der Innenraum, der mit einer Flachdecke überspannt ist, hat Emporen an drei Seiten.